# Truxalis viridifasciata
Truxalis viridifasciata är en insektsart som först beskrevs av Krauss 1902.  Truxalis viridifasciata ingår i släktet Truxalis och familjen gräshoppor. Inga underarter finns listade i Catalogue of Life.